# Japans Keizerrijk
Het Japanse Keizerrijk was het Japan zoals dat bestond van de Meiji-restauratie van 1868 tot het einde van de Tweede Wereldoorlog en de nieuwe Japanse Grondwet van 1947.

## Periode tot 1926
Het Japanse Keizerrijk ontstond als een indirect gevolg van een belangrijke gebeurtenis in 1642. Toen sloot Japan zich namelijk af van de rest van de wereld: er mochten geen mensen meer het land binnenkomen of verlaten. Dit kwam door de angst van de Japanners voor een invasie vanuit het Westen: ze waren bang dat ze een kolonie zouden worden van een Europees land. Japan hield zich ongeveer 200 jaar afgesloten van de wereld, maar in 1854 tekenden de Verenigde Staten en de Japanners de Conventie van Kanagawa waarmee de grenzen werden geopend. Dit ongelijk verdrag werd door de Japanners als zeer onrechtvaardig beschouwd.
Japan wilde zo snel als mogelijk op gelijke voet komen met westerse landen. Machtsuitbreiding in de regio en kolonies behoorden hiertoe. Na kanonneerbootdiplomatie tekende Japan met Korea in 1876 het Verdrag van Kanghwa. Hiermee werden drie Koreaanse havens geopend voor de handel met Japan. De wijze waarop dit gebeurde had veel gelijkenissen met de Amerikaanse acties om Japan voor de internationale handel te openen.
Door de sterke industrialisatie werd Japan geconfronteerd met het feit dat het land zelf weinig of geen essentiële grondstoffen bezat. Daarom begon Japan met het veroveren van landen voor deze grondstoffen. Zo veroverde het Taiwan en Korea (Eerste Chinees-Japanse Oorlog) en wilde het ook Mantsjoerije veroveren. Maar dit zorgde voor problemen, want ook het Rusland wilde Mantsjoerije hebben. Als gevolg hiervan ontstond in 1904 een oorlog, later bekend als de Russisch-Japanse Oorlog. Deze oorlog werd gewonnen door Japan in 1905. Veel westerse landen waren, vanwege hun bondgenootschap met Rusland, erop tegen dat Mantsjoerije bij Japan ging horen. Japan mocht van deze landen wel Taiwan en Korea houden, maar niet Mantsjoerije. Vanaf dit moment keerde Japan zich helemaal tegen het Westen.

## Periode van 1926 tot aan 1939
In 1926 werd Hirohito keizer van Japan, het begin van de Showaperiode. In de opvolgende jaren werd het Japanse Keizerrijk een militaire dictatuur.
In 1931 veroverde Japan Mantsjoerije en werd de vazal-staat Mantsjoekwo gesticht. Daarna richtte het zich op de republiek China.
In 1933 verliet Japan uit zichzelf de Volkenbond. De vloot van Japan was veel groter dan door de Volkenbond was toegestaan. Rond 1936 begon Japan de strijd tegen China, het begin van de Tweede Chinees-Japanse Oorlog. Ze begonnen succesvol, maar Japan kreeg niet geheel China onder controle. De Japanse bezittingen bleven beperkt tot Oost-China, dat in die tijd bekendstond als Japans China. Doordat het in China niet goed lukte, besloot Japan het in de rest van Azië te proberen.

## Tweede Wereldoorlog
Op een gegeven moment had Japan olie nodig en wilde daarom handelen met Nederlands-Indië. Nederlands-Indië weigerde echter met Japan te handelen, omdat de Verenigde Staten dit verbood.
Op 7 december 1941 bombardeerden Japanse vliegtuigen de Amerikaanse marinebasis Pearl Harbor op Hawaï. (Aanval op Pearl Harbor). De Amerikanen hadden deze actie totaal niet verwacht en door dit bombardement was een deel van hun marine voorlopig niet meer bruikbaar. De Japanners konden hierdoor verdergaan met de verovering van Azië.
Enkele jaren eerder begon de Tweede Wereldoorlog. Voor de oorlog had Duitsland en Japan al het Anti-Kominternpact getekend. In het Westen was Duitsland het land dat de oorlog was begonnen en in Azië was dit Japan. Op 8 december 1941 werden Japan en Duitsland bondgenoten. Hier waren verschillende redenen voor:
- Japan was tegen de meeste westerse landen, omdat het veroverde gebied Mantsjoerije niet werd erkend. Duitsland voerde oorlog tegen deze landen, weliswaar om een andere reden, maar Japan en Duitsland hadden hierdoor wel dezelfde vijanden.
- Duitsland probeerde in Europa veel landen te veroveren en Japan probeerde in Azië de koloniën van deze landen te veroveren.

De verovering van Nederlands-Indië ging relatief snel, omdat de inheemse inwoners zich niet erg verzetten. Zij dachten namelijk dat de Japanners hen kwamen bevrijden van de Nederlanders. De Nederlanders vochten wel tegen de Japanners om hun eigendom te verdedigen, maar aangezien Nederland zelf in Europa was bezet door Duitsland, konden zij niet veel tegenstand bieden tegen de Japanse troepen. Op 15 februari ging de Nederlandse vloot bij de slag in de Javazee ten onder en op 8 maart gaf het Koninklijk Nederlandsch-Indisch Leger (KNIL) zich over.
De Japanners beschikten door hun veroveringen over meer grondstofvoorraden. Samen met Nederlands-Indië werden nog verschillende andere Aziatische kolonies veroverd, zoals de Filipijnen op de VS, Indo-China op Frankrijk en Maleisië op het Verenigd Koninkrijk.

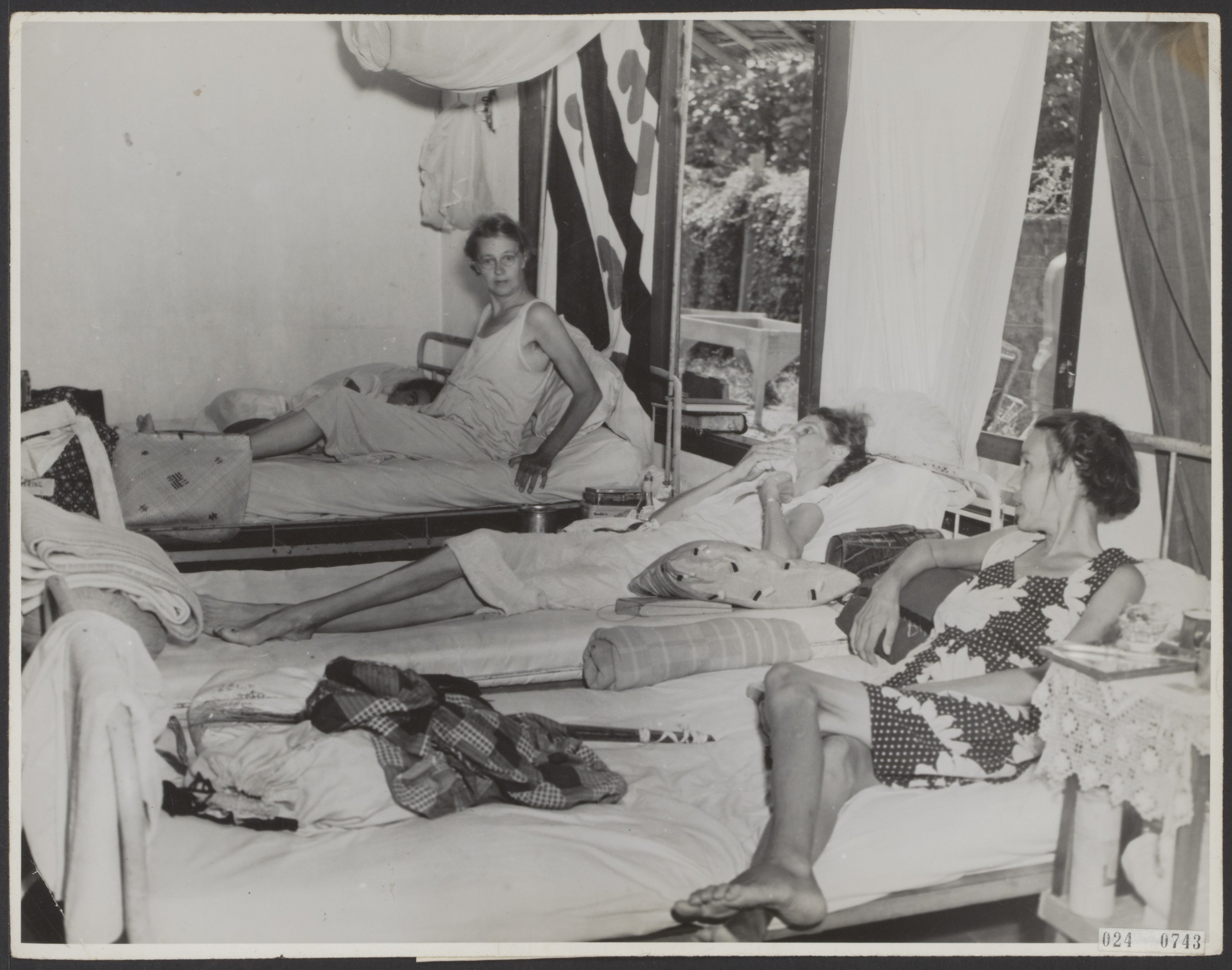
Vrouwen in Kamp Tjideng, Batavia, kort na de Japanse capitulatie (oktober 1945)

Tijdens de Japanse bezetting werden veel Nederlandse burgers geïnterneerd in jappenkampen, een soort concentratiekampen. Sommige Nederlandse vrouwen werden tot prostitutie gedwongen door Japanse soldaten. Zij werden 'troostmeisjes' genoemd. Naast deze kampen voor Nederlanders (en andere Westerlingen) waren er ook werkkampen voor Indonesiërs ("Romoesjas") en kampen voor halfbloeden. Deze kampen kostten aan veel mensen het leven, maar de grootste wreedheden beging Japan in China.
Vanaf 1944 heroverden de Amerikanen beetje bij beetje de door Japan veroverde gebieden, maar ondanks alle tegenslagen weigerde Japan zich over te geven. Op 8 augustus verklaarde de Sovjet-Unie de oorlog aan Japan en begon op 9 augustus met grootschalige militaire operaties. Op 6 en 9 augustus 1945 wierp de Amerikaanse luchtmacht atoombommen op Hiroshima en Nagasaki. Op 2 september 1945 gaf Japan zich over aan de Verenigde Staten en hun bondgenoten.

## Na de ineenstorting van het keizerrijk
Het naoorlogs Japan bleef onder de controle van de Verenigde Staten tot 1952. Tijdens de bezetting kwam er ook een nieuwe grondwet, waarbij voor de keizer nog slechts een ceremoniële taak overbleef. Na de Tweede Wereldoorlog bloeide de welvaart op de eilanden weer op. 
Nu heeft Japan met al zijn buren (China, Rusland, Zuid-Korea en Taiwan) toch nog steeds grensgeschillen, die dateren uit de tijd van de Japanse expansies begin vorige eeuw. China betwist de zeegrens tussen beide landen en eist de Diaoyutai-eilanden (in het Japans Senkaku-eilanden) op. Al voor de Tweede Wereldoorlog was er ruzie tussen China en Japan over 36.000 vierkante kilometer zee. De grens ligt volgens Japan precies in het midden maar China meent recht te hebben op een groter stuk. Rusland en Japan hebben ruzie over de Koerilen (Etorufu, Kunashiri, Sjikotan en Habomai) in de noordelijke territoria. Bovendien betwisten Korea en Taiwan de Japanse zeggenschap over de Kleine Rotseilanden.
Binnen-Mongolië · Birma · Brunei · China · Daito · Filipijnen · Hainan · Hongkong · Indië · Indochina · Japan · Karafuto · Koerilen · Korea · Macau · Malaya · Mantsjoerije · Noord-Borneo · Palau · Riukiu · Sarawak · Taiwan · Thailand · Yap